# Variabel stilettorm
Variabel stilettorm (Atractaspis irregularis), är en ormart inom familjen stilettormar och tillhör släktet jordhuggormar.

## Kännetecken
Ormen är giftig. Jordhuggormar har en speciell utfällbar huggtand och ska därför inte hållas bakom huvudet, vilket ingen orm bör göras på grund av att de då kan bli skadade. 
Ormen har släta fjäll och en kort svans som slutar tvärt till en tagg, denna tagg är ofarlig. Kroppen är oftast svartglansig på översidan och grå-svart på undersidan. Längden är 30–66 centimeter 

## Utbredning
Guinea, Liberia, Elfenbenskusten, Ghana, Togo, Benin, Nigeria, Ekvatorialguinea, Kongo-Kinshasa, Kongo, norra Angola, Etiopien (Mount Bizen), Eritrea, Kenya, nordöstra Tanzania, Uganda, Rwanda, södra Sudan, Centralafrikanska republiken, Kamerun och Gambia. Begränsad till vissa skogsdelar i de västra regionerna.

## Ormens gift och fara för människor
Ormen är medelstarkt till starkt giftig, och åtskilliga dödsfall har blivit dokumenterade.

## Levnadssätt
Grävande orm, fortplantningen är ovipar och ormen lägger upp till sex avlånga ägg. Födan består av gnagare och förmodligen andra reptiler också.

## Underarter
- Atractaspis irregularis angeli (Laurent, 1950)
- Atractaspis irregularis bipostocularis (Boulenger, 1905)
- Atractaspis irregularis conradsi (Sternfeld, 1908)
- Atractaspis irregularis irregularis (Reinhardt, 1843)
- Atractaspis irregularis parkeri (Laurent, 1945)
- Atractaspis irregularis uelensis (Laurent, 1945)